# Paté

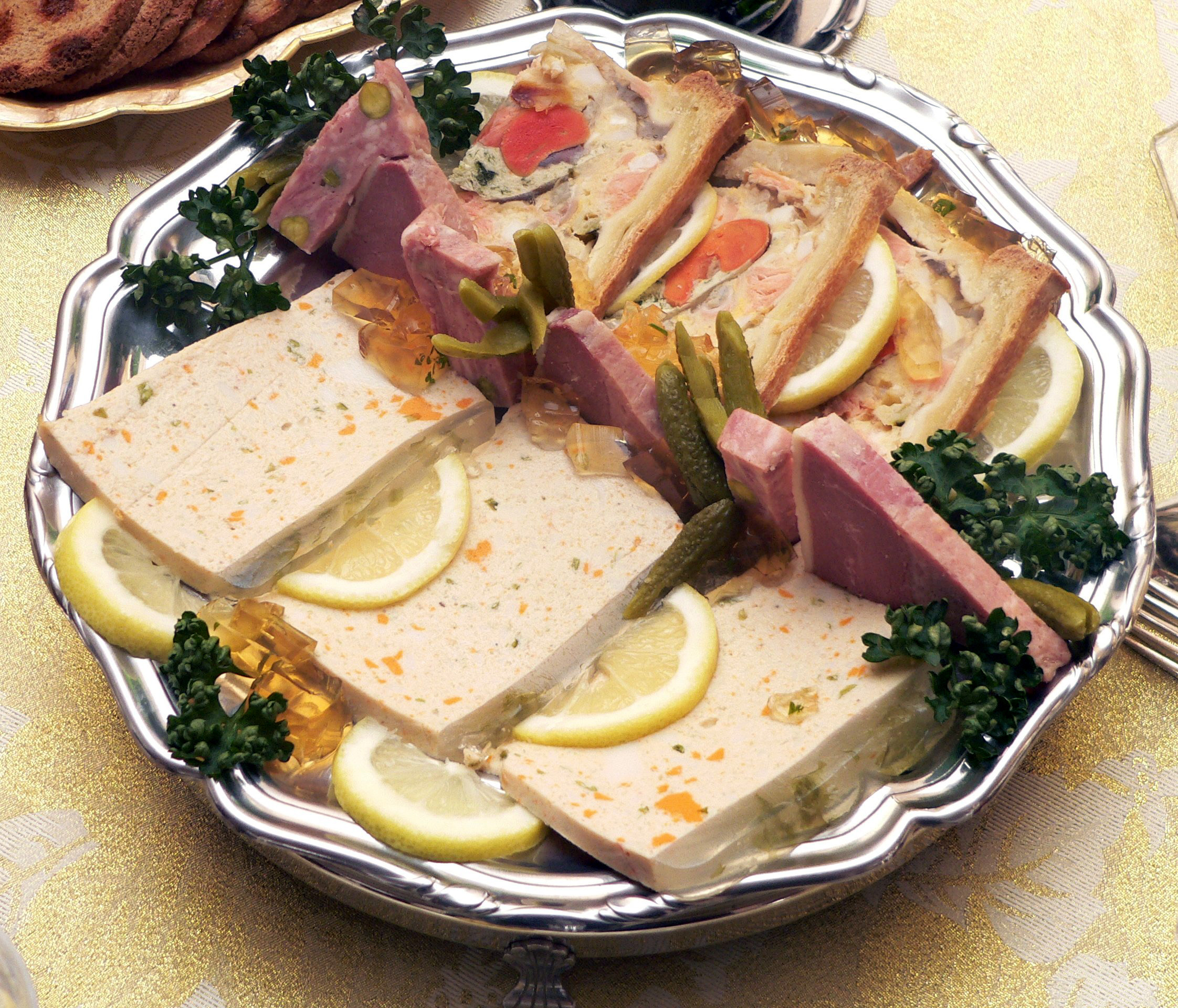
Assortiment de patés

El paté és una preparació cuita a partir de diferents productes d'origen carni que solem menjar acompanyat de pa, en el qual es pot untar o posar un tros a sobre, sense aixafar-lo ni estendre'l. N'hi ha que són fets de fetge d'ànec o d'altres animals, mentre que d'altres es fan amb caps d'alguns animals, com la vedella o el porc, amb llengua, amb carn del muscle, cansalada, diferents vísceres, sang o amb una barreja de diversos d'aquests ingredients. Cada tipus d'ingredient pot estar trinxat o tallat en trossos de diferents mides. Al contrari que els embotits, els patés no s'introdueixen en budells ni membranes, sinó que es fan en un motlle o en una terrina que després es cobreix d'oli o greix animal per a garantir-ne la conservació.
Actualment n'hi ha versions industrials que en realitat són purés de base de greix i productes làctics deshidratats, o bé amb puré de patata o papada de porc, aromatitzats amb trossos trinxats de pernil, fetge o carn de porc, de salmó, de tonyina, etc. que poden estar aromatitzats amb aliments diferents, com olis, formatges i herbes aromàtiques. Se solen emprar per a fer torradetes, canapès o entrepans. Aquests aromes es poden aconseguir a partir del fumatge en calor.

## Origen
El nom paté ve del francès pâté, que per a alguns persones, fa referència al fet que a l'edat mitjana —i encara avui dia, si considerem el "sentit estricte" del mot— es tractava d’una massa (en francès, pâte) feta amb farina que cobria la preparació, similar a una pasta brisa o de panada. Per a d'altres persones, el mot occità pastís i el català panada venen del llatí pasticium, que vol dir barreja. Als receptaris catalans medievals hi ha patés de tota mena: de carn, de peix, etc. A Occitània els pastissos o patés són encara molt típics i habituals. Una altra manera molt típica d'envoltar els patés, tant a Occitània com a Catalunya, és fer-ho amb una mantellina o tel de porc.
A França es parla de vegades de terrines per referir-se als patés no envoltats de pa, i els envoltats es diuen en croute, en crosta, com les carns i altres preparacions que s'envoltin amb pastes fullades o brises. El mot francès terrina significa cassoleta. Les cassoles de terrissa rodones es fan servir encara a Catalunya per a fer patés, encara que a França ara se'n facin servir de rectangulars, de proporcions no gaire diferents de les dels motlles de plum cake.
A Catalunya (la Cerdanya, la Garrotxa, la Catalunya Nord, etc.) es fan patés iguals que els patés de campanha occitans; però canviant les herbes per all i julivert, i s’anomenen pans de fetge.

## Paté de sardines
A Portugal una preparació popular molt coneguda és el paté de sardines, que s’elabora passant per la batedora (o al morter) unes sardines en escabetx. Avui dia també en trobem als supermercats, tant en la seva versió amb sardina com una altra amb tonyina. Se sol menjar amb pa a l'aperitiu.

## Tipus de paté
- Paté de fetge
- Pa de fetge
- Pâté à la viande
- Pâté en croûte